# Розовка (Закарпатская область)
Розовка (укр. Розівка, словац. Ketergeň) — село в Холмковской сельской общине Ужгородского района Закарпатской области Украины.
Население по переписи 2001 года составляло 1348 человек. Почтовый индекс — 89423. Занимает площадь 1,657 км².

## История
В 1946 году указом ПВС УССР село Кетергин переименовано в Розовку.